# Katsura
Książę Katsura (jap. 桂宮宜仁親王 Katsura no miya Yoshihito Shinnō; ur. 11 lutego 1948 w Shinagawie, zm. 8 czerwca 2014 tamże) – japoński książę i założyciel japońskiej rodziny cesarskiej Katsura.
Urodził się jako drugi syn (trzecie spośród pięciorga dzieci) księcia Mikasy i jego żony księżnej Yuriko oraz bratanek cesarza Hirohito. Do 1 stycznia 1988 używał tytułu książę Yoshihito. Zajmował szóste miejsce w sukcesji do japońskiego tronu. Pozostawał w stanie bezżennym i nie miał dzieci. W 1988 roku doznał udaru mózgu i od tego czasu poruszał się na wózku inwalidzkim.
Został odznaczony Wielką Wstęgą Najwyższego Orderu Chryzantemy oraz Wielkim Krzyżem Orderu Zasługi Republiki Włoskiej.
Zmarł w wieku 66 lat w tokijskim szpitalu uniwersyteckim w wyniku powikłań po infekcji.